# Eduardo Jiménez de Aréchaga
Eduardo Jiménez de Aréchaga (Montevideo, 8 juni 1918 - Punta del Este, 5 april 1994) was een Uruguayaanse rechtsgeleerde, hoogleraar, diplomaat, politicus en rechter. Hij was van 1970 tot 1979 rechter bij het Internationale Gerechtshof in Den Haag. Hij was president van het hof van 1976 tot 1979. Vanaf 1979 was hij betrokken bij het Gerecht voor ambtenarenzaken van de Wereldbank, waarvan van 1981 tot 1992 als president.

## Levensloop
Jiménez de Aréchaga sloot in 1942 zijn studie rechten met een doctoraat af aan de Universidad de la República. Aan dezelfde universiteit was hij daarna van 1946 tot 1969 hoogleraar internationaal privaatrecht. Daarnaast doceerde hij aan de Universidad Católica del Uruguay.
Sinds 1947 nam hij verschillende malen deel aan delegaties van zijn land tijdens zittingen van de Algemene Vergadering van de Verenigde Naties en van 1961 tot 1969 was hij lid van de Commissie voor Internationaal Recht van de VN. In 1963 was hij ook de voorzitter van de commissie.
In Uruguay was hij van 1951 tot 1952 Ondersecretaris van het Ministerie voor Buitenlandse Zaken, in 1952 Secretaris van de Nationale Regeringsraad en in 1968 Minister van Binnenlandse Zaken tijdens de regering van Jorge Pacheco Areco. Tijdens zijn ministerschap vielen er doden onder studenten door geweerkogels van de politie.
In de periode van 1970 tot 1979 was hij rechter voor het Internationale Gerechtshof in Den Haag. In de laatste drie jaren van zijn termijn was hij daarnaast president van het Hof. Gedurende deze tijd ontving hij de Manley O. Hudson Medal van de American Society of International Law, die hem tien jaar ervoor al had uitgeroepen tot erelid. Onder zijn leiding werd onder meer de tekst van het vernieuwde procesrecht van het Internationale Gerechtshof voltooid, een proces waaraan een tiental jaren was gewerkt.
Jiménez de Aréchaga trok zich na zijn negenjarige ambtstijd vanwege familieomstandigheden terug. Erna werkte hij niettemin nog meermaals als bemiddelaar en twee maal als ad-hocrechter voor het Internationale Gerechtshof. Vanaf 1979 was hij verbonden aan het Gerecht voor ambtenarenzaken van de Wereldbank, dat hij van 1981 tot 1992 voorzat als president. Hij deed onder meer uitspraak in de zaak over de Rainbow Warrior tussen Frankrijk en Nieuw-Zeeland en over de eilandengroep Saint-Pierre en Miquelon tussen Frankrijk en Canada. Ook trad hij aan als advocaat voor het tribunaal voor de landen Spanje, El Salvador, Denemarken, Australië en Bahrein.
Hij kwam in 1994 door een auto-ongeval om het leven. Zijn publicaties worden beoordeeld als vrij van ideologische invloeden. Hij wordt in Latijns-Amerika gezien als een van de meest vooraanstaande juristen van zijn tijd op het gebied van internationaal recht.

## Werk (selectie)
- 1950: Voting and the Handling of Disputes in the Security Council, New York
- 1958: Derecho constitucional de las Naciones Unidas: Comentario teorético-práctico de la Carta, Madrid
- 1980: El derecho Internacional Contemporáneo, Madrid

- autores.uy: 14923
- Bibliothèque nationale de France: cb12431562x (data)
- Gemeinsame Normdatei: 13783084X
- International Standard Name Identifier: 0000 0000 9532 0621
- Library of Congress Control Number: n81071294
- Nationale Bibliotheek van Letland: 000075353
- Nationale Bibliotheek van Tsjechië: mzk2004252383
- Nationale Bibliotheek van Israël: 987007276751005171
- Nederlandse Thesaurus van Auteursnamen: 070160996
- SNAC: w6db9t7g
- Système universitaire de documentation: 033451656
- Virtual International Authority File: 99767691
- WorldCat: E39PBJh8PJxvbrybvgjHt4BdcP